# 佐野利男
佐野 利男（さの としお、1952年〈昭和27年〉6月9日 - ）は日本の外交官。

## 略歴
千葉県銚子市出身。1977年東京大学法学部第二類卒業、同年外務省入省。
・英語研修（米国スワースモア大学）、中近東第一課、通産省資源エネルギー庁石油部計画課、国際エネルギー機関（IEA)出向、
・1987年経済協力局政策課課長補佐、1988年経済協力局無償資金協力課首席事務官、1990年在インドネシア日本大使館一等書記官、
・1993年国際連合日本政府代表部参事官、1996年経済局国際エネルギー課長、1998年総合外交政策局軍備管理軍縮課長、
・1998年大阪大学大学院公共政策研究科客員教授（2000年まで）、
・2001年軍縮会議日本政府代表部公使、
・在サウジアラビア日本国大使館公使、
・2006年外務省大臣官房総括審議官、
・2008年外務省総合外交政策局軍縮不拡散・科学部長・大使、
・2010年駐デンマーク特命全権大使、
・2013年軍縮会議日本政府代表部特命全権大使、
・2017年内閣府原子力委員会委員長代理、
・2023年依願退職
・放射線影響研究所評議員、日本・デンマーク協会会長、社会福祉法人サンビジョン国際担当理事、全国障がい者生活向上支援機構　顧問、
主に機能局を歩み、エネルギー問題の他、軍備管理軍縮課長や軍縮不拡散・科学部長、軍縮会議公使、同特命全権大使を務めるなど、軍縮問題に取り組む。核軍縮・核不拡散に関する「東京フォーラム」（2000年）、豪州との「核不拡散・核軍縮に関する国際委員会」日本側事務局長として報告書作成にかかわる。2014年軍縮会議議長、2015年核不拡散条約・運用検討会議副議長、兵器用核分裂性物質生産禁止条約ハイレベル政府専門家委員を歴任。
軍縮会議では猪口邦子大使の下で公使を務め、猪口に「情勢分析は常に明晰。集中力と行動力を有し、実施のストラテジーには天賦のものがある。」と評された。
天野之弥がIAEA事務局長選挙で苦戦した際には、責任をとり総括審議官の松富重夫とともに頭髪を剃り丸坊主となった。

## 著作
- 女神フライアが愛した国 ー偉大な小国デンマークが示す未来ー [2017.11] 東海大学出版部
- 核兵器禁止条約は日本を守れるか  ー新しい現実」への正念場ー [2022.4] 信山社
- ウクライナ戦争が核問題に与える影響 [2023.4] 月刊誌エネルギー・フォーラム
- 広島サミットと核軍縮・核不拡散 [2023.9] 月刊誌エネルギーフォーラム
- ウクライナ戦争と核抑止・核軍縮 [2022.7] 霞関会会報誌
- ウクライナ侵攻と核抑止、そして核軍縮 [2022.6]（立教大学社会福祉研究所主催公開講座・講演録）
- 福島と原子力エネルギー(上）[2021.10] 霞関会会報誌
- 福島と原子力エネルギー(下) [2021.11] 霞関会会報誌
- 「変貌する世界のエネルギー・環境政策とIEA中期戦略/第16回国際エネルギー機関(IEA)閣僚理事会」国際資源. (通号 271) [1997.07]
- 「エネルギーを巡る最近のロシア事情(下)）」国際資源. (通号 283) [1998.07]
- 「エネルギーを巡る最近のロシア事情(上)）」国際資源. (通号 282) [1998.06]
- 「国際エネルギーの現状と今後の課題 (講演録(第3回)わが国の対中東政策を知るセミナー) ）」中東研究. (通号 428) [1997.07]
- 「座談会 軍縮と安全保障のはざまで (特集 日本の軍縮イニシアティブ 核兵器のない世界へ）」外交フォーラム. 22(8) (通号 253) [2009.8]